# Santiago Mostajo
Santiago Mostajo Gutiérrez (Zaragoza, 15 de septiembre de 1935) es un ciclista español que fue profesional entre 1952 y 1961. En su palmarés destaca una etapa de la Volta a Cataluña de 1957, en que llegó en solitario en Granollers.
A finales de los años 50 adquirió el Campo del Guinardó y rehízo alrededor del campo de juego la pista de carreras. El antiguo Campo del Guinardó se reinauguró como Velódromo Mostajo. Su inauguración oficial fue el 8 de mayo del 1960, y hasta el año 1964 acogió múltiples competiciones y exhibiciones ciclistas, incluso de automovilismo.

## Palmarés
- 1952
  - Campeón de España de velocidad
  - Campeón de España de puntuación
- 1953
  - 1º en el Trofeo Borràs
- 1956
  - Vencedor de una etapa a la Vuelta a Mallorca
- 1957
  - Vencedor de una etapa a la Volta a Cataluña